# Stadttheater Ratibor
Das Stadttheater ist ein heute nicht mehr existierendes Gebäude in Ratibor.

## Theatergeschichte
Erste gesicherte Nachrichten über Wandertruppen in Ratibor stammen aus dem letzten Viertel des 18. Jahrhunderts. Am 19. Juni 1775 ersuchte der von Troppau kommende „deutsche Schauspieler“ Christian Schulz eine Spielkonzession, die ihm gewährt wurde.
Anfang der 1870er Jahre wurde an der Troppauer Straße/Oberwallstraße ein Theater eingerichtet. Möglicherweise handelte es sich hierbei um den schon 1847 vorhandenen Hausmannschen Saal. Dieses „alte Stadttheater“ wurde 1895 umgebaut.
Zwischen 1919 und 1921 leitete Franz Gottscheid, der vorherige Intendant des Stadttheaters Posen, das deutsche Theater Oberschlesien, wobei der Lexsche Saal in der Großen Vorstadt als Theatersaal diente.

## Baugeschichte
Das Theatergebäude war das Ergebnis eines Umbaus eines Varieté- und Tanzsaals Tivoli, der seinerseits um 1900 durch Umbau des Lokals „Weißer Adler“ entstanden war. Möglicherweise war das Anwesen schon 1914 in städtischem Besitz, doch wurde das Vorhaben, dieses zu einem städtischen Theater umzubauen, kriegsbedingt nicht umgesetzt. Nach Kriegsende bildete sich aus der Bürgerschaft eine Theater- und Konzertbetriebsgenossenschaft. Bereits am 1. Dezember 1920 wurde der Umbau beendet und im Januar 1921 eröffnet.

## Bauwerk
Der Bau des Genossenschafts- und Vereinstheaters steht an drei Seiten frei auf einem Platz, den die Gartenstraße ausbildet und der im Südwesten von der Hohenzollernstraße, im Norden von der Oberwallstraße/Troppauer Straße gebildet wird (heutige Straßennamen: Ludwika, Ogrodowa und Opawska). Die Front ist eine zweigeschossige Putzfassade mit Gruppen von gekuppelten Stichbogenfenstern im Obergeschoss, die vermutlich aus vorherigem Baubestand stammen, wie auch der Portalbalkon über fünf ionischen Säulen. Das Zentrum des Vorderhauses bildet eine zweischiffige Säulenhalle des Vestibüls. Verkehrs-, Neben- und Bühnenräume gruppieren sich locker um den Zuschauerraum. Letzterer, auf rechteckigem Grundriss, hat ein leicht ansteigendes, hörsaalförmiges Parterre. Der umlaufende Rang war rückwärts zu einem amphitheatralischen Galerieblock ausgebaut.